# Els justiciers de l'Oest
Els justiciers de l'Oest (títol original en anglès: Posse) és una pel·lícula estatunidenca de Kirk Douglas, estrenada el 1975. Ha estat doblada al català.

## Argument
Texas, 1892. El marshall Howard Nightingale, que aspira a esdevenir senador, recorre l'Estat a bord d'un tren especial, envoltat d'una brigada d'homes que l'ajuden a acorralar els fugitius. Desencauen la temible banda de Jack Starwhorn que acaba d'aconseguir un robatori de diversos milers de dòlars. Però, contra tot pronòstic, Nightingale fa calar foc al paller on els bandits estan refugiats. Només el cap escapa a la mort, amb l'objectiu de ser exhibit als habitants de la ciutat on el marshall fa una entrada triomfal. S'imposa llavors com la muralla a la inseguretat a l'Estat. Però l'endemà, Jack Starwhorn aconsegueix escapar-se i pensa venjar-se d'una manera inesperada ...

## Repartiment
- Kirk Douglas: Howard Nightingale
- Bruce Dern: Jack Strawhorn
- Bo Hopkins: Wesley
- James Stacy: Harold Hellman
- Luke Askew: Krag
- David Canary: Pensteman
- Alfonso Arau: Pepe
- Mark Roberts: Mr Cooper
- Katherine Woodville: Madame Cooper
- Beth Brickell: Carla Ross
- Dick O'Neill: Wiley
- William H. Burton: McCanless
- Louise Elias: Rains
- Allan Warnick: el telegrafista

## Al voltant de la pel·lícula
- Aquesta pel·lícula és la segona, i última, direcció de Kirk Douglas. Havia dirigit tres anys abans Scalawag, el rodatge de la qual va ser molt penós i l'estrena desastrosa. Amb Els justiciers de l'Oest, realitza un western d'una molt gran qualitat i insòlit on s'atribueix el paper d'un polític oportunista, demagog i ambiciós. La pel·lícula va ser presentada al Festival internacional de cinema de Berlín el 1975 i va ser ben acollida per la crítica. Desgraciadament, la pel·lícula no va ser un èxit de públic, cosa que va desviar Kirk Douglas definitivament de la direcció.